# Салангана новокаледонська
Саланга́на новокаледонська (Collocalia uropygialis) — вид серпокрильцеподібних птахів родини серпокрильцевих (Apodidae). Мешкає на островах Меланезії. Раніше вважався конспецифічним з білочеревою саланганою, однак був визнаний окремим видом.

## Опис
Довжина птаха становить 9-10 см. Верхня частина тіла синювато-чорна, дещо блискуча. Горло і верхня частина грудей рівномірно темно-сірі, нижня частина грудей, боки і живіт білі. Стернові пера темні, на внутрішніх опахалах стернових пер є білі плями. Великий палець, направлений назад, покритий пір'ям. Представники підвиду C. u. albidior мають дещо більші розміри, ніж представники номінативного підвиду, білі плями на хвості у них більші, верхня частина грудей більш блідо-сіра, пера на них мають білі краї.

## Підвиди
Виділяють два підвиди:
- C. u. uropygialis Gray, GR, 1866 — острови Утупуа[en] і Ванікоро (група островів Санта-Крус) та Вануату;
- C. u. albidior Salomonsen, 1983 — Нова Каледонія і острови Луайоте.

## Поширення і екологія
Новокаледонські салангани мешкають на Соломонових Островах, Вануату і Новій Каледонії. Вони живуть переважно у вологих тропічних лісах, серед скель. Гніздяться в печерах. Живляться комахами, яких ловлять в польоті.